# William F. Claxton
William Francis Claxton (Contea di Los Angeles, 22 ottobre 1914 – Santa Monica, 11 febbraio 1996) è stato un regista televisivo statunitense.
Attivo soprattutto nel campo della televisione durante gli anni 50, 60 e 70, ha diretto molti episodi di alcune delle più note serie televisive di quel periodo: si ricordano, tra gli altri, 68 episodi de La casa nella prateria, 57 episodi di  Bonanza e 10 episodi di Saranno famosi.

## Filmografia

### Regista
- Half Past Midnight (1948)
- Tucson (1949)
- All That I Have (1951)
- Your Jeweler's Showcase - serie TV, un episodio (1952)
- Fangs of the Wild (1954)
- Schlitz Playhouse of Stars - serie TV, un episodio (1955)
- The Whistler - serie TV, 9 episodi (1954-1955)
- Alarm - film TV (1956)
- Ostaggi dei banditi (Stagecoach to Fury) (1956)
- Una pistola tranquilla (The Quiet Gun) (1957)
- God Is My Partner (1957)
- Rockabilly Baby (1957)
- Young and Dangerous (1957)
- The Californians - serie TV, 2 episodi (1957)
- Meet McGraw - serie TV, un episodio (1957)
- Teenage Challenge (1958)
- Letter to Loretta - serie TV, 1 episodio (1958)
- Yancy Derringer - serie TV, 13 episodi (1958-1959)
- Lo sceriffo indiano (Law of the Plainsman) - serie TV, 4 episodi (1959-1960)
- I'll Give My Life (1960)
- Gli uomini della prateria (Rawhide) - serie TV, 1 episodio (1960)
- Black Saddle - serie TV, 2 episodi (1960)
- Il pistolero Jessie James (Young Jesse James) (1960)
- Desiderio nella polvere (Desire in the Dust) (1960)
- Perry Mason - serie TV, 2 episodi (1960)
- I detectives (Detectives) (The Detectives) - serie TV, 1 episodio (1960)
- Route 66 - serie TV, 1 episodio (1961)
- Tales of Wells Fargo - serie TV, 4 episodi (1961)
- The Rifleman - serie TV, 4 episodi (1960-1962)
- Thriller - serie TV, 1 episodio (1962)
- Ai confini della realtà (The Twilight Zone) - serie TV, 4 episodi (1960-1962)
- Kraft Mystery Theater - serie TV, 1 episodio (1962)
- La legge dei fuorilegge (Law of the Lawless) (1964)
- Sotto accusa (Arrest and Trial) - serie TV, 1 episodio (1964)
- Duello a Thunder Rock (Stage to Thunder Rock) (1964)
- A Letter to Nancy (1965)
- Gunsmoke - serie TV, 1 episodio (1965)
- Ai confini dell'Arizona (The High Chaparral) - serie TV, 22 episodi (1967-1969)
- Arrivano le spose (Here Come the Brides) - serie TV, 2 episodi (1969-1970)
- La notte della lunga paura (Night of the Lepus) (1972)
- Bonanza - serie TV, 57 episodi (1962-1973)
- Love, American Style - serie TV, 1 episodio (1973)
- A tutte le auto della polizia (The Rookies) - serie TV, 2 episodi (1972-1973)
- Giovani Cowboys (The Cowboys) - serie TV, 4 episodi (1974)
- Poliziotto di quartiere (The Blue Knight) - serie TV
- The American Parade - miniserie TV, 1 episodio (1976)
- La famiglia Bradford (Eight Is Enough) - serie TV, 1 episodio (1977)
- Shirley - serie TV, 2 episodi (1979)
- La casa nella prateria (Little House on the Prairie) - serie TV, 68 episodi (1974-1981)
- I ragazzi di padre Murphy (Father Murphy) - serie TV, 8 episodi (1981-1982)
- Dallas - serie TV, un episodio (1984)
- Saranno famosi (Fame) - serie TV, 10 episodi (1983-1984)
- The Canterville Ghost - film TV (1985)
- Autostop per il cielo (Highway to Heaven) - serie TV, 2 episodi (1985)
- Bridges to Cross - serie TV, 1 episodio (1986)
- Vita col nonno (Our House) - serie TV, 1 episodio (1986)
- Bonanza: The Next Generation - film TV (1988)

### Produttore
- Rockabilly Baby (1957)
- Young and Dangerous (1957)
- Ai confini dell'Arizona (The High Chaparral) - serie TV, 45 episodi (1967-1969)
- La casa nella prateria (Little House on the Prairie) - serie TV, 37 episodi (1977-1981)
- Bonanza: The Next Generation - film TV (1988)